# أندرو تانينباوم
أندرو ستيوارت تانينباوم (بالإنجليزية: Andrew Stuart. Tanenbaum) ، ولد في 16 آذار/مارس عام 1944. هو بروفيسور في علوم الحاسوب بجامعة فريجي في أمستردام، هولندا. اشتهر بنظام التشغيل مينيكس وهو نظام حر ومفتوح المصدر موجه للأغراض التعليمية، وهو مؤلف لعدة كتب تعتبر المرجع في مجالها.

## بداية حياته
ولد تانينبام في مدينة نيويورك وترعرع في وايت بلينس أحد ضواحي مدينة نيويورك، تحصل على باكلوريوس في الفيزياء من معهد ماساتشوستس للتقنية سنة 1965 في الفيزياء وحصل على الدكتوراه من جامعة كاليفورنيا، بركلي سنة 1971 في الفيزياء أيضا. رحل إلى أمستردام ،هولندا للعيش مع زوجته الهولندية، ويعمل الآن كباحث في الجامعة الحرة بأمستردام ويشرف على طلبة الباكالوريوس والماجستير والدكتوراه.
تانينبام عضو لوبي في نادي سييرا ويدير موقع سياسي لجمع استطلاعات الرأي في الانتخابات الفيديرالية الأمريكية هنا

## أعماله

### أنظمة التشغيل
طور أندرو تانينباوم العديد من أنظمة التشغيل :
جلوب
أمويبا
مينيكس, وأشهرهم جميعا, وذلك بسبب انه كان النظام الذي ساهم في نشوء لينوكس.

### نظام التشغيل Minix
البرفسور اندرو معروف بانه مبرمج نظام التشغيل Minix نظام Unix-Like صغير خاص بالأهداف التعليمية.

### الكتب
ألَّف البرفسور أندرو العديد من الكتب التي تختص بعلوم الحاسب وهي:
- Structured Computer Organization, 4th ed.
- Computer Networks, 4th ed.
- Operating Systems: Design and Implementation, 3rd ed.
- Modern Operating Systems, 2nd ed.
- Distributed Systems: Principles and Paradigms.

## اقرأ أيضاً
- يونيكس
- لينوس تورفالدس
- مينيكس
- جنو/لينوكس

## روابط خارجية
- أندرو تانينباوم على موقع إن إن دي بي (الإنجليزية)